# مناکلوگ دی
مناکلوگ دی (به انگلیسی: Mynachlog-ddu) یک منطقهٔ مسکونی در بریتانیا است که در پمبروکشر واقع شده‌است. مناکلوگ دی ۴۹۴ نفر جمعیت دارد.